# Циолек изменённый
Цёлек изменённый (Соболь) (пол. Ciołek — телок, телёнок) — польский дворянский герб, полученный через нобилитацию, вариация герба Цёлек.

## Описание герба
В голубом поле вол, или телёнок, чёрного цвета, идущий вправо. В нашлемнике выходящая голова чёрного телёнка, также обращённая вправо.

## Легенда
Легенда герба гласит о стадах скота, угнанных ещё в римские времена сарматами, предками князя Леха, который первоначально использовал герб Цёлек, a позже стал использовать в своём гербе белого орла.

## Первые упоминания
12 ноября 1547 был пожалован королевскому конюшему Аресту Соболю. Герб возник в результате частичного изменения герба Цёлек.

## Используют
Соболи.